# Myosoma rubriventre
Myosoma rubriventre är en stekelart som beskrevs av Gaspard Auguste Brullé 1846. Myosoma rubriventre ingår i släktet Myosoma och familjen bracksteklar. Inga underarter finns listade i Catalogue of Life.